# Йоотме (Тапа)
Йо́отме (ест. Jootme küla) — село в Естонії, у волості Тапа повіту Ляене-Вірумаа.

## Населення
Чисельність населення на 31 грудня 2011 року становила 75 осіб.

## Історія
З 24 жовтня 1991 до 21 жовтня 2005 року село входило до складу волості Легтсе.

## Пам'ятки
- Миза Йоотме (Jootme mõis).

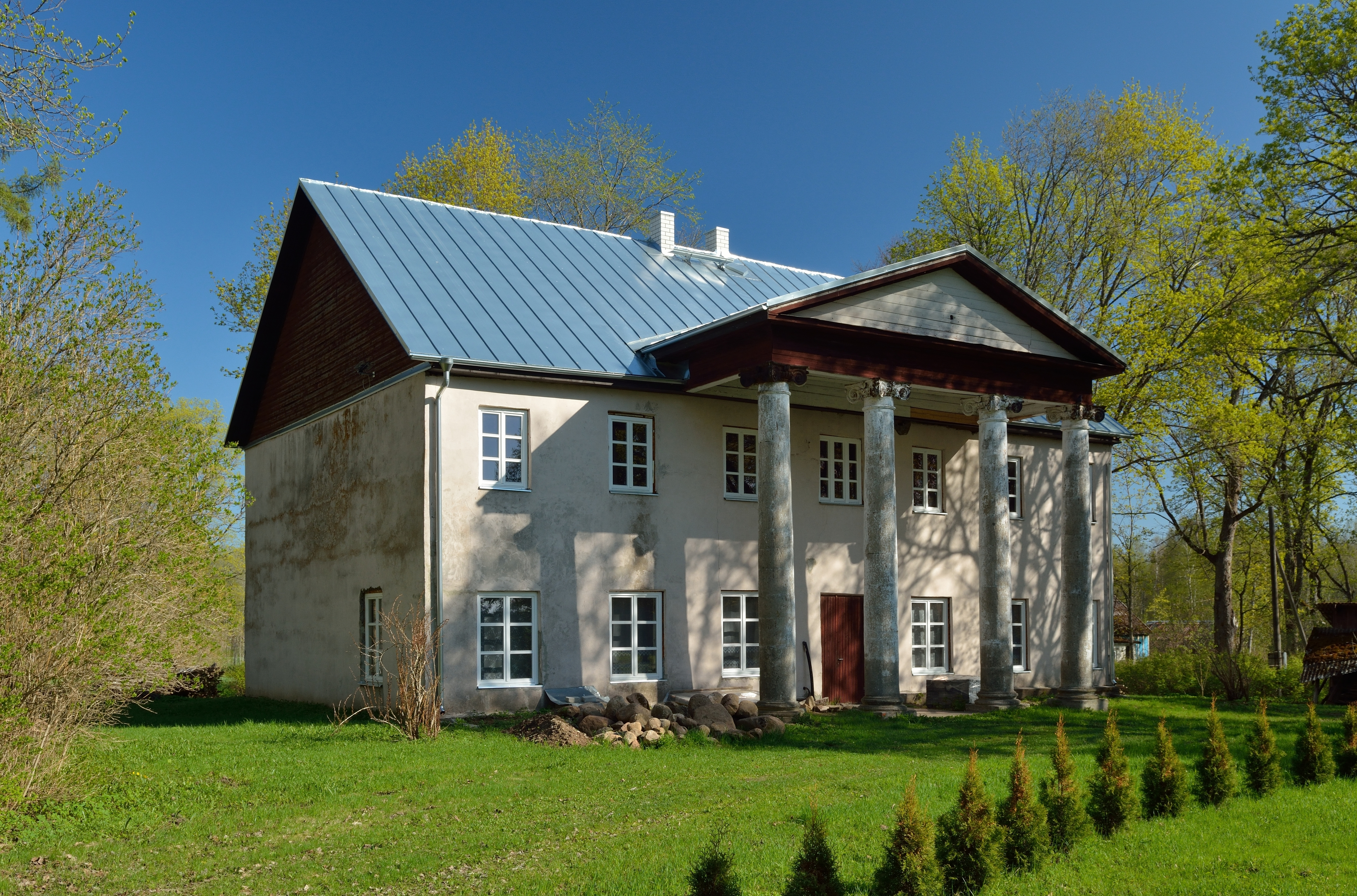
Частина головної будівлі мизи, що збереглася